# Decretum Gelasianum
Decretum Gelasianum (с лат. — «Декре́т Гела́сия») — богословское сочинение, написанное между 519 и 553 годами. Сочинение названо именем папы Геласия I, который умер 19 ноября 496 года. Сочинение состоит из пяти частей.

## Первая часть
В первой части перечисляются семь форм Святого Духа, которые почивают в Иисусе Христе. Каждая форма Духа подкреплена цитатой из Священного Писания: Дух мудрости (1Кор. 1:24), Дух разумения (Пс. 31:8), Дух совета (Ис. 9:6), Дух силы (1Кор. 1:24), Дух знания (Фил. 3:8), Дух истины (Ин. 14:6), Дух страха Божьего (Пс. 110:10).

## Вторая часть
Во второй части приводится список канонических книг, принятых Вселенской церковью: «А теперь следует поговорить о божественных писаниях, которые принимает вселенская католическая церковь, и о тех книгах, которых нужно избегать». Список разделён на несколько частей: 1) Ветхий Завет (17 книг); 2) Пророки (16 книг); 3) Истории (6 книг); 4) «писания Нового завета, которые принимает и чтит святая кафолическая Римская церковь» (22 книги).
Книги Нового Завета совпадают с Книгами Нового Завета, принятыми в Христианстве. Отличия заключаются в следующем: Иоанн Богослов назван автором только Первого послания, автором Второго послания и Третьего послания назван пресвитер Иоанн.   

## Пятая часть
В пятой части приводится список апокрифических книг; эти книги написаны еретиками или раскольниками и их не принимает кафолическая и апостольская Римская Церковь:
- Хождения под именем апостола Петра, которые называются девять книг святого Климента
- «Деяние апостола Андрея»
- «Деяние апостола Фомы»
- «Деяние апостола Петра»
- «Деяние апостола Филиппа»
- Евангелие от Матфия
- Евангелие от Варнавы
- Евангелие от Иакова младшего
- Евангелие от апостола Петра
- Евангелие от Фомы
- Евангелие от Варфоломея
- Евангелие от Андрея
- Евангелие, которое Лукиан подделал
- Евангелие, которое Исихий подделал
- Книга о детстве Спасителя
- Книга о рождестве Спасителя и о Марии или о повитухе
- Книга, называемая именем «Пастырь»
- Все книги, которые Левкий, ученик дьявола, сотворил
- Книга, которая называется «Основание»
- Книга, которая называется «Сокровище»
- Книга о дочерях Адама: «Лептогенезис»
- Центон о Христе, составленная Виргилиевыми стихами
- Книга, которая называется: «Деяния Феклы и Павла»
- Книга, которая называется: «Непот»
- Книга Притчей, написанная еретиками и названная именем святого Сикста
- «Апокалипсис Павла»
- «Апокалипсис Фомы»
- «Апокалипсис Стефана»
- Книга, которая называется: «Успение Пресвятой Девы Марии»
- Книга, которая называется: «Покаяние Адама»
- Книга о великане Оге, о котором еретики утверждают, что после потопа он сражался с драконом англ. The Book of Giants
- Книга, называемая «Завет Иова»
- Книга, которая называется: «Покаяние Оригена»
- Книга, которая называется: «Покаяние Киприана»
- Книга, называемая «Покаяние Ианния и Иамврия»
- Книга, называемая «Доля апостолов»
- Книга, называемая «Похвала апостолам».
- Книга, которую называют «Каноны апостолов»
- Книга «Физиолог», написанная еретиками и подписанная именем блаженного Амвросия
- История Евсевия Памфила
- Произведения Тертуллиана
- Произведения Лактанция, также известного как Фирмиан
- Произведения Африкана
- Произведения Постумиана и Галла
- Произведения Монтана, Прискиллы и Максимиллы
- Произведения Фауста Манихея
- Произведения Коммодиана
- Произведения другого Климента Александрийского
- Произведения Тасция Киприана
- Произведения Арнобия
- Произведения Тихония
- Произведения Кассиана, некоего Галльского пресвитера
- Произведения Викторина Петавского
- Произведения Фауста Риезского (англ. Faustus of Riez) в Галлии
- Произведения Фруменция Слепого
- Центон о Христе, составленная Виргилиевыми стихами
- «Послание Авгаря ко Христу»
- «Послание Христа к Авгарю»
- «Мученичество Кириака и Иулитты»
- «Мученичество Георгия»
- Писание, которое называют «Прение [или Отрешение] Соломона»
- Все заклятья, составленные, как заблуждаются люди, не во имя ангелов, а демонов

Кроме вышеперечисленных сочинений названы по именам отдельные деятели: Симон Маг, Николай, Керинф, Маркион, Василид, Эбион, Павел Самосатский, Фотин, Боноз, Монтан, Аполлинарий, Валентин, Фауст Африканский, Савеллий, Арий, Македоний, Евномий, Новат, Савватий, Каллист, Донат, Евстафий, Иовиниан, Пелагий, Юлиан Экланский, Целестин (англ. Caelestius), Максимиан, Присциллиан из Испании, Несторий Константинопольский, Максим Циник, Лампетий, Диоскор, Евтихий, Петр Александрийский, Петр Антиохийский, Акакий Константинопольский.
Аримино-Селевкийский собор
Как сочинения, так и деятели предаются вечной анафеме именем Ариминского собора (англ. Council of Ariminum) 359 года, созванного императором Констанцием, под руководством префекта Тавра. Анафематствование является совершенно невероятным, поскольку многие из авторов жили в V веке (например, Несторий Константинопольский, Диоскор, Евтихий, Петр Александрийский, Петр Антиохийский, Акакий Константинопольский); другие сочинения написаны после 359 года (например, Книга, которая называется: «Успение Пресвятой Девы Марии» — конец V-начало VI века; Произведения Кассиана — V век).